# Dendrophthora fanshawei
Dendrophthora fanshawei är en sandelträdsväxtart som först beskrevs av Bassett Maguire, och fick sitt nu gällande namn av J. Kuijt. Dendrophthora fanshawei ingår i släktet Dendrophthora och familjen sandelträdsväxter. Inga underarter finns listade i Catalogue of Life.